# Czerwone i czarne (film)
Czerwone i czarne – polski eksperymentalny film animowany z 1963 roku w reżyserii Witolda Giersza, na podstawie scenariusza napisanego przezeń wraz z Tadeuszem Kowalskim i Andrzejem Lachem. Film powstał w warszawskim Studiu Miniatur Filmowych.

## Treść
Czerwone i czarne stanowią humorystyczną impresję filmową na temat walki na arenie z bykiem. Przy tworzeniu animacji Giersz użył znanej z innego swego filmu – Małego westernu – techniki bezpośredniego malowania taśmy pędzelkiem. Sam Giersz w Czerwonym i czarnym pojawia się w autobiograficznej scenie, gdy byk odwraca lustro w kierunku kamery, ukazując zdumionego reżysera.

## Nagrody
| Rok  | Festiwal/instytucja                                             | Nagroda                                                            | Źródło |
| ---- | --------------------------------------------------------------- | ------------------------------------------------------------------ | ------ |
| 1964 | Krakowski Festiwal Filmowy                                      | Brązowy Lajkonik w konkursie polskim                               | [ 2 ]  |
| 1964 | Międzynarodowy Festiwal Filmów Krótkometrażowych w Oberhausen   | Grand Prix w kategorii filmu animowanego                           | [ 2 ]  |
| 1965 | Międzynarodowy Festiwal Filmowy dla Dzieci i Młodzieży w Cannes | I Nagroda za film krótkometrażowy w kategorii filmów dla młodzieży | [ 2 ]  |
| 1966 | Międzynarodowy Festiwal Filmowy w Melbourne                     | Wyróżnienie Honorowe                                               | [ 2 ]  |
| 1966 | Międzynarodowy Festiwal Filmowy w Santa Barbara                 | Nagroda                                                            | [ 2 ]  |